# Òpera de San Francisco
La San Francisco Opera (SFO, Òpera de San Francisco) és, per la seua mida, la segona companyia d'òpera dels Estats Units d'Amèrica. Es va fundar eln 1923 per Gaetano Merola (Nàpols, 1881 - San Francisco, 30 d'agost de 1953). La Gala d'Inauguració de l'Òpera és l'esdeveniment que obre la temporada social de San Francisco.

## Etapes

### Fundador/director general Gaetano Merola, 1923 a 1953
La primera representació a l'Òpera de San Francisco va ser La Bohème, amb Queena Mario i Giovanni Martinelli, el 26 de setembre de 1923, a l'Auditori Cívic de la ciutat, dirigida per Merola. Aqueixa temporada inaugural va incloure produccions d'Andrea Chénier (amb Beniamino Gigli), Mefistofele (de nou amb Gigli), Tosca (amb Giuseppe de Lucca i Martinelli, i Rigoletto de Verdi (amb Queena Mario, de Lucca i Gigli).
A les següents temporades es van representar la major part de les òperes del repertori italià, moltes amb només una o dues funcions, en temporades que no duraven més de dos mesos, a vegades només setembre. Durant els nou anys posteriors a la inauguració, es va idear l'edifici San Francisco War Memorial Opera House. Va ser dissenyat per l'arquitecte Arthur Brown. Aquest nou teatre es va inaugurar amb Tosca el 15 d'octubre de 1932.

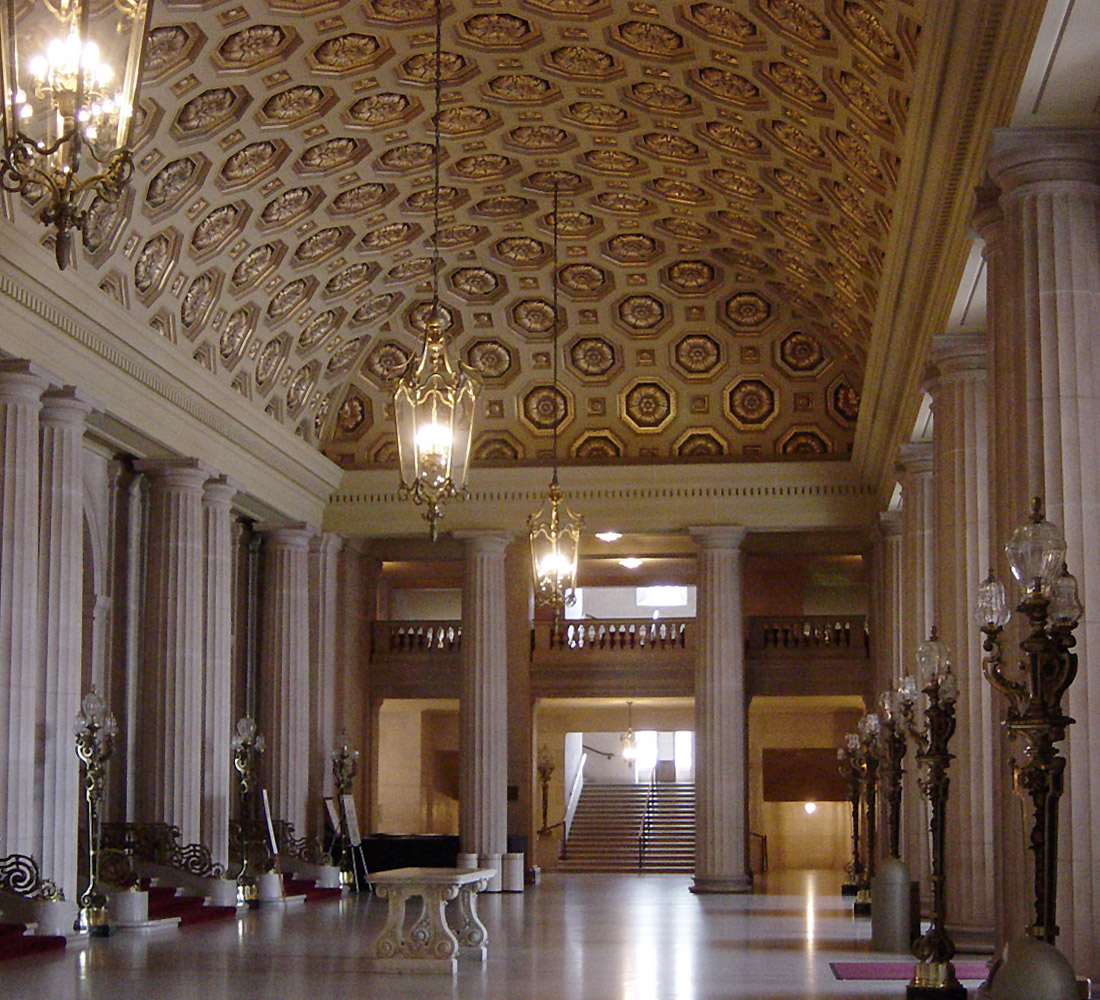
Vestíbul del "War Memorial Opera House

Cal destacar dels anys de Merola com a director el fet que «els grans cantants mundials acudiren amb regularitat a San Francisco, sovint representant diversos papers, en deferència a la curta temporada i al llarg viatge a través del país». També es va donar oportunitat a joves cantants nord-americans, i la companyia realitzà gires a Los Angeles entre 1937 i 1965.

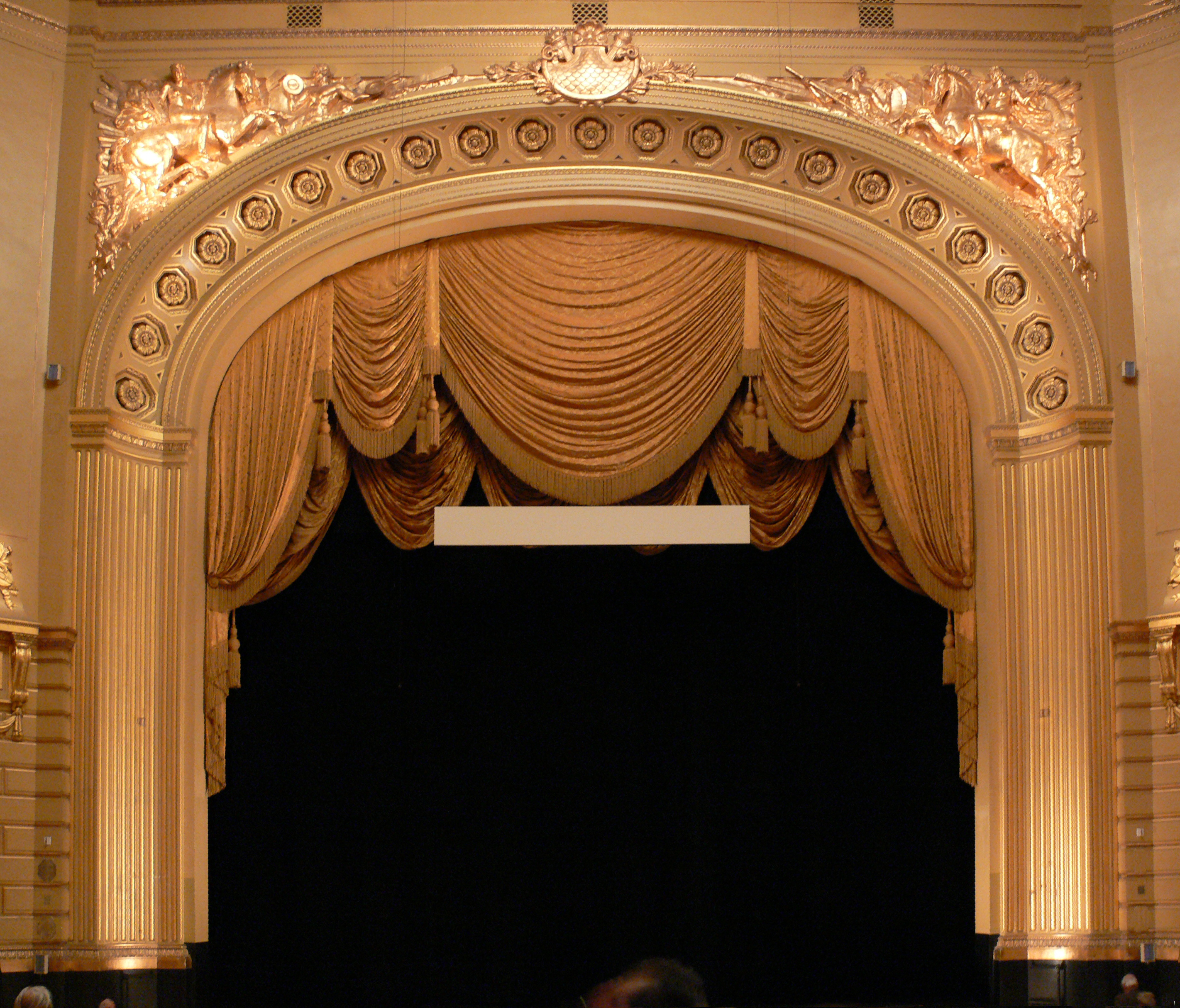
Escenari

### Director general Kurt Herbert Adler, 1953 a 1981
Kurt Herbert Adler (Viena, 1905 – Ross, Califòrnia, 9 de febrer de 1988) va arribar als Estats Units l'any 1938 amb experiència teatral a Àustria, Alemanya i Itàlia. Merola el va invitar a l'Òpera de San Francisco el 1943 com a director de cor. Quan la salut de Merola va decaure, Adler començà a assumir més responsabilitats, fins a substituir-lo en el càrrec a la seua mort.
El seu primer objectiu va ser fer una temporada més llarga. També va voler presentar nous talents, i en aquest punt resultava incansable en la seua recerca de nous cantants, estatunidencs o europeus. Va escoltar Leontyne Price per la ràdio, i li va oferir un paper en Diàlegs de carmelites l'any 1957, el que va ser així la seua primera gran interpretació operística. En tercer lloc, es va interessar a desenvolupar una connexió més intensa amb els directors d'escena en un intent d'enfortir els elements dramàtics i teatrals de les obres. Per a aquest propòsit li va ser d'ajuda la seua llarga relació amb Jean Pierre Ponnelle, el sovint controvertit director d'escena, associat amb l'Òpera de San Francisco l'any 1957.
Entre altres innovacions, va crear el «Programa d'Òpera Merola». Va començar a la temporada 1954/55 i se li va donar aquest nom a partir de 1957. El programa ofereix l'oportunitat a cantants i altres professionals de l'òpera de participar en classes magistrals amb professionals reconeguts durant onze setmanes a l'estiu. Dels participants al programa hi ha molts que posteriorment han tingut una carrera internacional, com ara Carol Vaness o Thomas Hampson.
Una altra innovació va ser «Òpera al parc», iniciativa que des de 1971 ha ofert un concert anual gratuït al parc Golden Gate el diumenge posterior a la nit d'obertura de la Temporada de tardor; hi solen assistir al voltant de 20.000 espectadors.
En els anys 1970, la companyia va tenir gran èxit, i va comptar amb cantants de renom internacional, tot i que sovint Adler també va contractar cantants desconeguts per al seu debut nord-americà o va sorprendre amb cantants coneguts reemplaçant altres menys populars. Així va reeixir vetllades molt interessants. Entre elles, l'ocasió en què Plácido Domingo va volar a San Francisco, a penes tres hores abans que s'alçara el teló, per reemplaçar Carlo Cossutta a la primera funció d'un Otello.

### Director general Terence McEwen, 1982 a 1988
Després que Adler anunciara la seua retirada al juny de 1979, Terence McEwen (Thunder Bay, Ontario, 1929 - Honolulu, 14 de setembre de 1998) va ser-ne designat successor. Es va traslladar a San Francisco l'any 1980 i es va omplicar totalment en l'aprenentatge de la direcció d'una companyia d'òpera. El gener de 1982, ja l'estava dirigint.
Als primers anys es va centrar més en els cantants i menys en el part teatral. Amb el seu cicle de L'anell del nibelung, que va començar a les temporades d'estiu de 1983 i tardor de 1984, i que va ser presentat en la seua integritat al juny de 1985, McEwen va demostrar les seues prioritats: contractar els millors cantants del món. L'any 1982 McEwen va crear el «San Francisco Opera Center» per a supervisar i combinar l'operació i administració dels nombrosos programes educacionals. Per a aquests programes de formació va comptar, amb gran èxit, amb la mezzosoprano de Nevada Dolora Zajick. Durant la Temporada de tardor de 1983, va introduir la novetat, en les interpretacions per a estudiants i famílies, dels subtítols de l'òpera en anglès. L'èxit d'aquesta iniciativa va fer que s'expandira a altres representacions.
Sir John Pritchard hi va ser director musical entre 1986 i 1989.

### Director general Lotfi Mansouri, 1988 al 2001
Lotfi Mansouri (Iran, 1929) ja era conegut quan Terry McEwen va anunciar la seua retirada. Mansouri va introduir moltes òperes noves en el repertori de l'Òpera de San Francisco, com ara més òperes russes, entre les quals cal destacar Guerra i Pau, de Serguei Prokófiev, dirigida per Valery Gergiev, i es va establir una ferma unió amb l'Òpera Kirov. Va continuar amb l'òpera de Rossini Guillem Tell i la de Verdi I vespri siciliani. Un dels seus majors èxits va ser la remodelació del teatre de l'òpera després del terratrèmol d'octubre de 1989. Es va reobrir el 5 de setembre de 1997 amb un concert de gala que va servir alhora per a celebrar l'esdeveniment i el 75è aniversari de l'Òpera de San Francisco.
Donald Runnicles hi va ser nomenat director musical i director d'orquestra principal l'any 1990.
El novembre de 1992, Mansouri va introduir l'ambiciós programa «Pacific Visions», per a mantenir la vitalitat del repertori d'òpera a través de nous encàrrecs i la presentació d'un repertori infreqüent. Va començar amb l'encàrrec de les òperes següents:
- The Dangerous Liaisons, composta per Conrad Susa amb llibret de Philip Littell. Estrenada durant la temporada de tardor de 1994, televisada a tot el país. L'elenc incloïa Renée Fleming, Frederica von Stade, i Thomas Hampson.

- Harvey Milk, composta per Stewart Wallace amb llibret de Michael Korie. Estrenada el 1996 conjuntament amb la Gran Òpera de Houston i l'Òpera de la Ciutat de Nova York. L'elenc incloïa Raymond Very, Robert Orth i Gidon Sachs.

- A Streetcar Named Desire, composta per André Previn amb llibret de Philip Littell, segons l'obra de Tennessee Williams. L'obra es va estrenar durant la temporada de tardor 1998–99. L'elenc va incloure Renée Fleming, Elizabeth Futral, Rod Gilfry i Anthony Dean Griffey.

- Dead Man Walking, composta per Jake Heggie amb llibret de Terrence McNally basat en un llibre de la monja Helen Prejean. Es va estrenar l'octubre del 2000 amb Susan Graham, John Packard i Frederica von Stade.

- The Death of Klinghoffer, composta per John Adams l'any 1992, amb Janice Felty en tres papers, James Maddalena com El capità i Thomas Hammons com a Primer Oficial.

### Directora general Pamela Rosenberg, agost 2001 fins al 2005
Pamela Rosenberg provenia de produccions operístiques a Alemanya, en particular amb l'Òpera Estatal de Stuttgart.
El gener del 2001 va anunciar la seua primera iniciativa artística per a l'Òpera de San Francisco, «Animating Opera», un pla plurianual per a entrellaçar temes i sèries. Incloïa «Seminal works of modern times», «The Faust project», «Composer portrait: Janacek/Berlioz», «Women outside of society: laws unto themselves», «Metamorphosis: from fairy tales to nightmares», i «Outsiders or pioneers?: The nature of the human condition».
Dins d'aquesta producció s'han estrenat: Saint-François d'Assise d'Olivier Messiaen, la versió completa de l'òpera d'Hector Berlioz Les Troyens, la de Virgil Thomson The Mother of us All, així com l'encàrrec d'una nova obra per John Adams i Peter Sellars titulada Doctor Atomic, estrenada l'1 d'octubre del 2005.
La seua direcció va estar marcada per problemes econòmics. Ha tornat a Alemanya al terme del seu contracte per a treballar amb l'Orquestra Filharmònica de Berlín.

## Director David Gockley, des de gener del 2006
Després de dirigir durant 33 anys la Gran Òpera de Houston, Gockley va assumir aquest càrrec l'1 de gener del 2006. Ve precedit per gran èxit en la direcció de la Gran Òpera de Houston.
El setembre del 2006 es va anunciar que Donald Runnicles no continuaria com a director musical quan expirara el seu contracte l'any 2009.

## Debuts en l'Òpera de San Francisco
Des de 1923, l'Òpera de San Francisco ha sigut el lloc del debut nord-americà de molts artistes mundials, incloent-hi: Vladimir Atlantov, Inge Borkh, Borís Christoff, Marie Collier, Geraint Evans, Mafalda Favero, Tito Gobbi, Sena Jurinac, Mario del Monaco, Birgit Nilsson, Leontyne Price, Margaret Price, Leonie Rysanek, Elisabeth Schwarzkopf, Giulietta Simionato, Ebe Stignani, Renata Tebaldi i Ingvar Wixell. Entre els directors d'orquestra cal esmentar a Gerd Albrecht, Valery Gergiev, Georg Solti i Silvio Varviso; i entre els directors a Francis Ford Coppola, Harry Kupfer i Jean-Pierre Ponnelle.

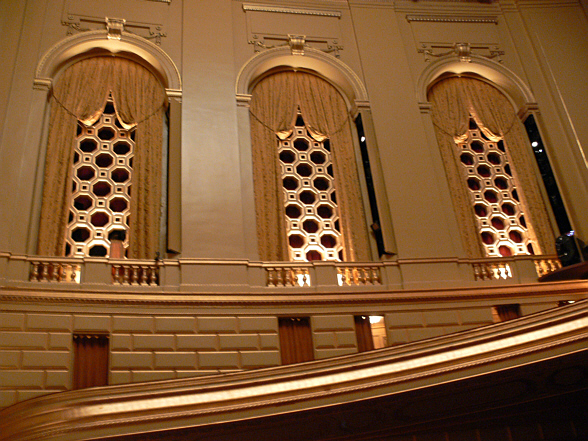
Parets de l'auditori